# Маштага
Маштага́ (азерб. Maştağa, по азербайджанской кириллице Маштаға) — посёлок городского типа в административном подчинении Сабунчинского района города Баку. В посёлке расположена одноимённая железнодорожная станция. Маштага один из центров азербайджанской мейханы.

## География
Маштага расположена на севере Апшеронского полуострова, в 7 км от Каспийского моря. В этой части полуострова она находится в окружении многочисленных посёлков. На северо-западе Маштага соседствует с Кюрдаханы, на севере — Нардараном, северо-востоке — Бильгяхом, востоке — Бузовной, юго-востоке — Биной, юге — Раманой и юго-западе — Забратом.

## Название
Азербайджанский историк XIX века Бакиханов название апшеронской деревни «Маштага» выводил из слов «массагеты», под которыми в древности был известен ираноязычный народ. Советско-азербайджанский историк С. Ашурбейли также склонялась к мысли, что название селу Машгада (нынешней Маштаги) дали жившие на берегу Каспийского моря маскуты (массагеты античных авторов).
В российской дореволюционной литературе порой приводилось двойное название — Маштаги (Машката). Иногда писалось просто Маштаги. В «Кавказском календаре» на 1856 год было даже приведено название Маштаги на алфавите местного языка (ﻣﺸﻘﻄﻊ), которое может быть прочтено как Машката.

## История
Маштага являлась одним из селений Бакинского ханства. Здесь имелись ханские дачи. В 1806 году ханство стало частью Российской империи.
В 1846 году была образована Шемахинская губерния и данное поселение относилось к Маштагинскому участку указанной губернии. О Маштаге К. Спасский-Автономов в 1851 году писал:

Из всех исчисленных селений Маштаги есть самое замечательное поселение. Оно состоит из 1,000 домов, имеет 6 мечетей, крепостцу, 3 мусульманских школы, и много виноградных, вместе с фруктовыми, садов; в нём же находится и участковое управление. Словом, Маштаги можно назвать местечком или торговым посадом. Находится оно в 25 или 30 верстах от Баку на северо-востоке; расположено на ровном месте, в 7 верстах от северного берега моря, и потому климат его летом бывает гораздо прохладнее, нежели в Баку. Около этого селения возделывается в большом количестве хлопчатая бумага и кунжут

После разрушительного шемахинского землетрясения 1859 года, губернские учреждения были переведены в Баку, а губерния переименована в Бакинскую.
В последующем Маштага числилась среди населённых пунктов Бакинского уезда одноимённой губернии. Это была казённая деревня. В 1880-х годах данный населённый пункт составлял отдельное Маштагинское сельское общество и являлся местопребыванием пристава Маштагинского участка. В начале XX века Маштага входила в 3-й полицейский участок (управление участка в селении Забрат) Балахано-Сабунчинского полицмейстерства.
В 1918 году маштагинцы принимали активное участие в деятельности Кавказской исламской армии.
В 1932 году был образован Азизбековский район города Баку (центр — Шувелян), а в 1937 году — Маштагинский поселковый Совет. По состоянию на 1 января 1961 года данный поселковый Совет состоял из посёлка городского типа Маштаги и посёлка при Маштагинском виноградном совхозе, а на 1 января 1977 года Маштагинский поселковый Совет находился в подчинении уже Ленинского района (центр — посёлок Сабунчи).

## Население
Исторически Маштага делилась на три больших квартала — Хунхар, Кечерляр, Сейидляр. Самым крупным из них являлась махалля Сейидляр (основание приписывается арабам). Сами кварталы делились на более мелкие. В частности, Сейидляр состоял из Рахим кенди и Кёхедж, Хунхар из Деремехелле и Тавайлыг. Жители каждой махалли имели определённый род занятий. В Сейидляр занимались животноводством, в Хунхар садоводством а жители Кечерляр земледелием.
В настоящее время Маштагу населяют выходцы или потомки выходцев из разных мест. В прошлом же её жители чаще фиксировались как таты и реже как «татары» (то есть азербайджанцы).
Статистические данные второй половины XIX века также показывают, что в половом соотношении мужчин было больше, чем женщин. Что касается XX века, то в период с 1959 по 1970 год в половом составе населения отмечено незначительное численное преобладание женщин, чем мужчин, а уже в период с 1979 по 1989 год наблюдается увеличение численности мужчин и уменьшение численности женщин.

### XIX век
По ведомости, датированной 30 апреля 1813 года (по старому стилю), число душ в Маштаге — 582. Согласно материалам «Кавказского календаря» на 1852 год, опирающихся на доставленные местными начальниками сведения, в 1851 году число жителей селения Маштага Шемахинской губернии составляло 1,200 человек.
Очередной «Кавказский календарь» на 1856 год сообщает, что Маштагу населяли «татары»-шииты (азербайджанцы-шииты), которые между собой говорили по-«татарски» (то есть по-азербайджански). По данным же списков населённых мест Бакинской губернии от 1870 года, составленных по сведения камерального описания губернии с 1859 по 1864 год, здесь имелось 949 дворов и 4,751 житель (2,570 мужчин и 2,181 женщина), состоящих из татов-шиитов.
Согласно сведениям 1873 года, опубликованным в изданном в 1879 году под редакцией Н. К. Зейдлица «Сборнике сведений о Кавказе», численность населения Маштаги увеличилось и составляло 1,117 дворов и 5,071 жителя (2,870 мужчин и 2,201 женщина), также татов-шиитов.
Материалы посемейных списков на 1886 год показывают в Маштаге 6,179 жителей (3,262 мужчин и 2,917 женщин; 1,137 дыма) и все таты-шииты, из которых 6,138 крестьян на казённой земле (3,240 мужчин и 2,898 женщин; 1,129 дымов), 19 представителей шиитского духовенства (9 мужчин и 10 женщин) и 22 бека (13 мужчин и 9 женщин). О составе населения Маштаги в Энциклопедическом словаре Брокгауза и Ефрона (1896) давалась следующая информация: «6179 жит. (таты)».
По результатам переписи 1897 года здесь проживало 6,396 человек (3,432 мужчин и 2,964 женщины), из которых 6,376 человек являлись мусульманами.

### XX век
В одной из статистических ведомостей, приложенной к Обзору Бакинской губернии за 1902 года и показывающей национальный состав коренного населения населённых пунктов Бакинской губернии к 1 января 1903 года, по Маштаги указаны 1,075 дымов и 7,592 душ (3,867 мужчин и 3,725 женщин), татов по национальности.
Согласно сведениям «Кавказского календаря» на 1904 год, опирающихся на данные статистических комитетов Кавказского края, в Маштаге было 7,572 жителя, в основном татов. По материалам очередного «Кавказского календаря» на 1910 год, в Маштаге за 1908 год проживало 7,711 человек, но теперь указанных как «татары» (азербайджанцы).
Согласно результатам Азербайджанской сельскохозяйственной переписи 1921 года Маштаги (так в тексте) населяли 7,473 человека и преимущественно таты, а население состояло из 4,117 мужчин (из них 327 грамотных) и 3,356 женщин, при этом 212 человек отсутствовало и все из них находились в Красной армии. Советский иранист Б. В. Миллер, обследовавший татов в 1928 году, констатировал, что таты продолжали населять Маштагу, но «между тем, по оффициальным сведениям, маштагинцы себя показали тюрками» (орфография сохранена).
Во второй половине XX века численность населения посёлка продолжала неуклонно рости. Перепись населения СССР 1959 года показала в Маштаге 16,952 жителя (8,135 мужчин и 8,817 женщин). Следующая перепись 1970 года зафиксировало уже 22,233 человек (11,113 мужчин и 11,120 женщин). По переписи 1979 года численность населения посёлка достигло 31,920 человек (16,612 мужчин и 15,308 женщин), а по результатам очередной и последней общесоюзной переписи 1989 года — 40,294 человек (20,678 мужчин и 19,616 женщин).

### Известные уроженцы/жители
Из посёлка Маштаги происходят: Мамед Мамедъяров — азербайджанский революционер и государственный деятель, народный комиссар социального обеспечения Азербайджанской ССР (1922—1927). Зюванов, Владимир Павлович (Эйбат Атамоглан оглу Эйбатов) (1898—1959) — советский военачальник, генерал-майор. Алибаба Мамедов — азербайджанский певец, композитор и педагог, Народный артист Азербайджанской ССР (1989). Мамед Алиев — советский азербайджанский физик, доктор физико-математических наук, профессор. Вугар Абдулов и Керим Новрузов — азербайджанские певцы, исполнители мейханы.

## Язык
В Маштаге издавна говорили на азербайджанском языке. Ещё в «Кавказском календаре» на 1856 год было сказано, что жители между собой говорили по-«татарски» (по-азербайджански). Однако татский язык мог сохраняться здесь до первой четверти XX века. Когда Б. В. Миллер в конце 1920-х годов обследовал татов, то балаханцы высказывали мнение, что их говор (балаханский говор татского языка) ближе к говору таких селений как Маштага.

## Достопримечательности
В посёлке расположена маштагинская Джума мечеть.

## Экономика
Разведчиками нефти в годы Великой Отечественной войны были открыты новые месторождения Маштаги и Бузовны и на их базе был создан трест «Бузовнынефть». В советские годы и ранее, Маштага был известен производством шафрана.

## Транспорт
Маштага находится на сплетении жизненно важных магистральных дорог.
В 1934 году в эксплуатацию была введена электрифицированная линия железной дороги Забрат I — Маштага (протяжённость 8,6 км), который связал крупнейший сельскохозяйственным район Апшерона с Баку, промыслами Забрата, Сабунчей, Сураханов. Открывшаяся спустя пять лет, в 1939 году, линия Маштага — Бузовны (протяжённость 9,4 км), дало бакинцам возможность пользоваться бузовнинским пляжем, а также отдыхать в здешних курортных местах.